# 二助企画
株式会社二助企画（にすけきかく）は、大阪市中央区にある、ニホンザルのパフォーマンスを専門とする動物芸能プロダクション。取締役社長は大窪直樹(おおくぼなおき)。
従来の猿まわしとは異なるエンターテイメントを目指すという観点から、「モンキーパフォーマンス」という言葉を用いている。

## 概要
1988年に取締役社長である大窪(芸名　二助)がニホンザルの調教を学ぶ。その後三助(ニホンザル)とコンビを結成し、『二助三助』として様々なステージ、TV等に出演した。1997年、初代三助が肺炎により永眠する。1998年に「モンキーパフォーマンス二助企画」が設立された。
1998年次郎おさるランドと契約。2代目三助とコンビ結成を果たし、舞台デビューする。そして2000年に国立演芸場『親子で楽しむ演芸』にて2年連続で取りを務めた。2002年次郎おさるランドとの契約満了を迎え、独立し『二助企画』を設立。
2005年にゴウ(ニホンザル)とのユニット「ライフライン」としてデビュー。この年に神戸市立フルーツフラワーパーク(現・道の駅神戸フルーツ・フラワーパーク大沢)内、『神戸モンキーズ劇場』と契約し、8月のオープンには一番弟子である『ぴーなっつ』がステージに立つ。その公演が話題となり、数々のTV・雑誌などに取り上げられる。
2006年にはプロ野球チームオリックス・バファローズと3年間契約を結び、業界初となる審判にボールを届ける『ボールモンキー』としてデビュー。
2007年にはステージ以外にも分野を広げながら、新人の育成に力を入れ、神戸モンキーズ劇場でボランティア活動を開始した。
2011年に二助企画を株式会社化する。「ライフライン」にはレツ(ニホンザル)をデビューさせる。5月より、関西独立リーグ・兵庫ブルーサンダーズの公式応援団として2年間、球場でのパフォーマンスやボールモンキーとして活動する。
2013年12月に門司港レトロ海峡プラザ内、『門司港レトロパフォーマンスシアター』をオープン。近年はギラヴァンツ北九州の特命応援隊長にニホンザルの「やまと」が任命されたほか、コンビ数や出演先も増加している。

## 所属コンビ
ライフライン、HAPPY STREET、いろは、くら&とし、トップスマイル、ポップクルー、あんみつ、いちばん星、レボリューション、なないろ